# Bonnie Blue
La Bonnie Blue va ser una bandera no oficial dels Estats Confederats d'Amèrica al començament de la Guerra Civil dels Estats Units el 1861. Consisteix en una estrella blanca de cinc puntes sobre camp blau. S'assembla molt a la bandera de l'efímera República de Florida Occidental de 1810.

## Història
El primer ús documentat d'aquesta bandera (típicament amb una estrella blanca) va ser el 1810, quan es va utilitzar per representar a la República de Florida Occidental, una república d'habitants de parla anglesa del sud d'Alabama, Mississipi i parts de Louisiana a l'est del riu Mississipi que es va rebel·lar contra l'autoritat del govern espanyol i va enderrocar el governador provincial d'Espanya de Lassus a Baton Rouge. La independència de la república va durar gairebé tres mesos, es va dissoldre després de l'annexió de la part de la terra disputada a Louisiana al territori dels Estats Units, adquirida a la Compra de Louisiana.
Més endavant coneguda com la Bandera de Burnet, va ser adoptada pel Congrés de la República de Texas el 10 de desembre de 1836. Consistia en un fons blau amb una gran estrella daurada, inspirada en la bandera de la República de Florida Occidental de 1810. També eren freqüents les variants de la bandera de Burnet amb una estrella blanca, pràcticament idèntica a la Bonnie Blue. Altres variants presentaven l'estrella (de qualsevol color) cap per avall, i/o anellada amb la paraula Texas, amb cada lletra omplint un dels buits de l'estrella.
Quan l'estat de Mississipi es va separar de la Unió el gener de 1861, una bandera que portava una sola estrella blanca sobre camp blau va ser onejada des de la cúpula del capitol. Harry Macarthy va ajudar a popularitzar aquesta bandera com un símbol de la independència, escrivint la popular cançó The Bonnie Blue Flag a principis de 1861. Alguns estats secessionistes del sud van incorporar el motiu d'una estrella blanca en un camp blau a les dels nous estats.
Encara que el nom de "Bonnie Blue" data només del 1861, no hi ha dubte que la bandera és idèntica a la bandera de la República de Florida Occidental, que es va separar de la Florida Occidental Espanyola el setembre de 1810 i va ser annexada pels Estats Units 90 dies més tard. El 2006, l'estat de Louisiana va unir formalment el nom de "Bonnie Blue" a la bandera de Florida Occidental, aprovant una llei que designava la bandera de Bonnie Blue com "la bandera oficial de la Regió Històrica de la Florida Occidental".
La Bonnie Blue va ser usada com a bandera no oficial durant els primers mesos de 1861. Onejava per sobre de les bateries confederades que van iniciar el foc a Fort Sumter, començant així la Guerra Civil. A més, moltes unitats militars tenien les seves pròpies banderes regimentals que portarien a la batalla.
Per tot això, la bandera ha arribat a simbolitzar la secessió, l'autogovern i la sobirania de l'Estat.
El 2007, una de les sis banderes conegudes de Bonnie Blue de l'era de la Guerra Civil es va vendre en una subhasta per 47.800 dòlars. La bandera havia estat portada pel confederat 3r de Cavalleria de Texas i posteriorment exposada com a part de l'Exposició Centenària de Texas de 1936.